# Manětín
Manětín (německy Manetin) je město v severní části Plzeňského kraje ve vzdálenosti asi třicet kilometrů severně od Plzně. V celém městě, které zahrnuje dalších čtrnáct sídel, žije přibližně 1 100 obyvatel. Území města má rozlohu 84,65 km² a plošně je tak největší obcí okresu Plzeň-sever. Sousedí na severovýchodě s obcí Žihle, na východě s obcemi Mladotice a Štichovice, na jihovýchodě s obcí Hvozd, na jihu s obcemi Líté a Horní Bělá a na západě s obcemi Nečtiny a Bezvěrov. Severní hranice města tvoří také hranici Plzeňského a Karlovarského kraje. Sousedními obcemi na Karlovarsku jsou Štědrá, Pšov a Chyše. Zajímavostí je, že i přes značnou rozlohu území města leží severní okraj zástavby Manětína jen necelých 300 metrů od obecní, okresní i krajské hranice.
Samotná část města Manětín leží v údolí Manětínského potoka a na jižních svazích Chlumské hory na křižovatce silnic II/201 a II/205. V roce 2011 měla přes 250 domů a 700 obyvatel. Katastrální území Manětín má výměru 8,76 km² a sousedí na severu se Stvolny, na severovýchodě s Hrádkem a Brdem, na jihovýchodě s Vladměřicemi, na jihu s Lipí a na západě s Lešovicemi a Újezdem.

## Název
Název města je odvozen přivlastňovací příponou z osobního jména Maňata či Maněta ve významu Maňatův dvůr nebo potok. Od čtrnáctého století se začal objevovat v ženském rodě (Maňatova Ves – Manětina) a později také ve středním rodě (Manětino) a allegrovém tvaru (Mantina, Manětina).
V historických pramenech se název vyskytuje ve tvarech: Manetin (1169, 1182), Manetim (1191), Manetin (1235), Maneting (1325), Manetyn (1355), Manetin (1369), Manyetyn (1384–1399), Manyetyna (1395), in Manitina (1401), in Manyetyn (1407), z Manetyney (1411), in Manyetyna (1425), z Manětiny (1523), Manietina (1541), Manjetino (1546), Manietinij (1557), na Mantiný (1587), Manetiny (1597), na Manětině (1615), v městě Manetiny (1651), Manetino (1654), Manetin a Manietin nebo Mantin (1788) a Manetin (1838).

## Historie
Manětín vznikl v krajině, která se nacházela mimo významné obchodní cesty. První písemná zmínka o něm pochází z roku 1169, kdy zdejší újezd daroval král Vladislav II. řádu pražských johanitů. Ti okolo roku 1187 v blíže neznámém místě, snad v západní části dnešního zámku, vystavěli komendu. V roce 1235 je doloženo konání trhu a roku 1382 byl Manětín označen jako město.
Johanité Manětín spravovali do roku 1420, kdy Zikmund Lucemburský manětínské panství zastavil Bohuslavovi ze Švamberka. Ten se nejprve stavěl proti husitům, ale poté, co ho v roce 1422 zajali, se nakonec přiklonil na jejich stranu. Panství později převzal jeho bratr Hynek Krušina ze Švamberka. Na manětínské tvrzi sídlil purkrabí.

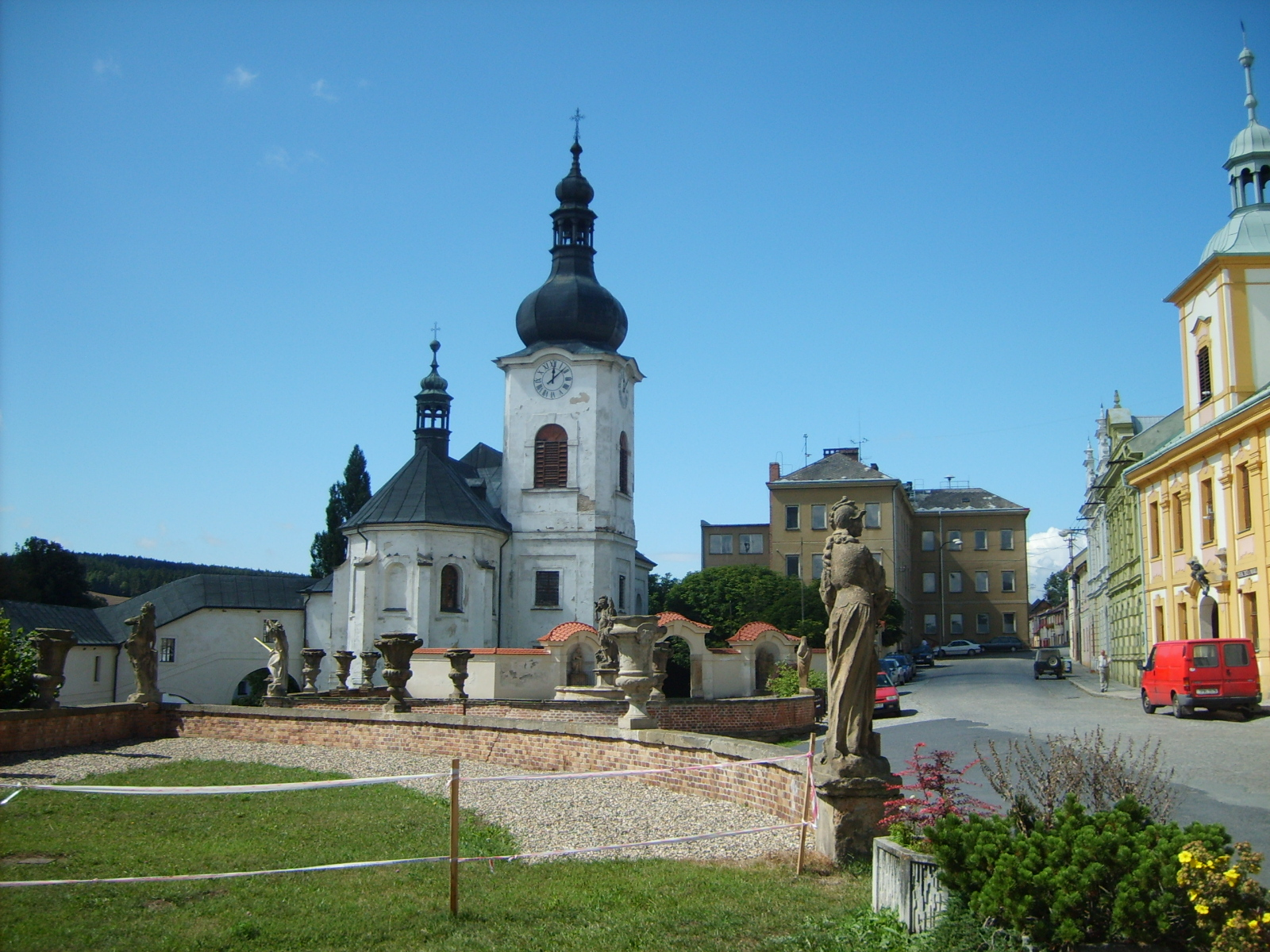
Manětínské náměstí s barokním kostelem

Když Krušina v roce 1455 zemřel, panství po něm převzal jeho syn Bohuslav ze Švamberka. V roce 1561 král Jiří z Poděbrad Manětínu rozšířil trhové právo. Bohuslav se později ostře stavěl proti tehdejšímu panovníkovi a s dalšími českými pány založil v roce 1465 tzv. jednotu zelenohorskou. O tři roky později se spojil s křižáky a podnikal s nimi ničivé výpady na území západních Čech. V roce 1483 Bohuslav od řádu johanitů dědičně odkoupil celé panství (do té doby ho měl pouze v zástavě).
Švamberkové panství v roce 1544 prodali Volfovi mladšímu Krajířovi z Krajku, ale ten o ně přišel za svou účast na stavovském povstání roku 1547. V pozdějších letech se majitelé střídali častěji. Za zmínku stojí rod Hrobčických, kteří panství vlastnili mezi léty 1560–1617 a za jejichž vlády vyrostl na místě původní tvrze renesanční zámek.
V průběhu třicetileté války získala panství Ester Lažanská s manželem Jiřím Mitrovským z Nemyšle. Ten se „zasloužil“ o násilnou rekatolizaci obyvatelstva – odvolal dosavadního faráře a dosadil na jeho místo jezuitu. V roce 1625 se proti němu vzbouřili poddaní a obléhali zámek. Mitrovského osvobodilo až přivolané vojsko z Plzně. Před svou smrtí odkázala majitelka Ester Lažanská panství svému bratrovi.

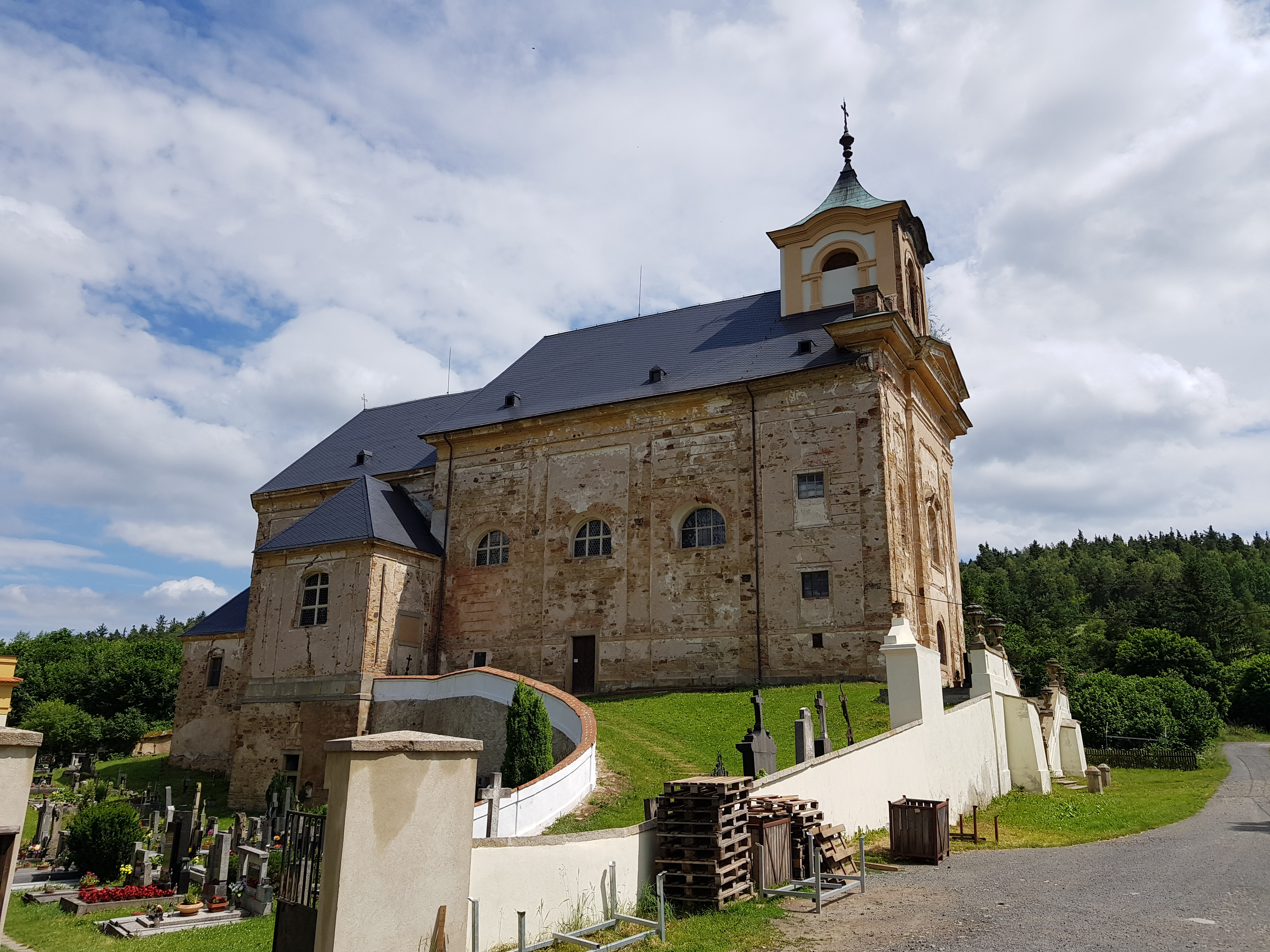
Zchátralý kostel svaté Barbory ve východní části města

Roku 1712 město postihl požár, po němž Manětín získal dochovanou urbanistickou podobu s centrálním obdélným nádvořím, protáhlou hlavní průjezdní ulicí. Město pravděpodobně nebylo opevněno, byť zmínky z let 1580 a 1608 dokládají existenci bran na obou koncích průjezdní ulice. Východní brána se nazývala Svatoborská.
Osmnácté století bylo pro Manětín ve znamení stavebního rozkvětu, který paradoxně zahájil velký požár města v roce 1712, při kterém lehl popelem zámek, kostel, škola a polovina města. Bezprostředně po požáru nechal tehdejší majitel Václav Josef Lažanský vyhořelý zámek barokně přestavět podle plánů architekta Tomáše Haffeneckra. O rozvoj barokní kultury ve městě se po smrti Václava Josefa zasloužila i jeho manželka Marie Gabriela Lažanská z Bukové a jeho syn. V Manětíně tehdy tvořili malíři Petr Brandl a Filip Kristián Bentum, architekti Jan Blažej Santini-Aichel a Jan Jiří Hess, sochaři Štěpán Borovec a Josef Herscher a hudební skladatel Jan Josef Brixi.
V roce 1809 byl u zámku založen anglický park. Od roku 1830 sílily protesty proti robotě. Po jejím zrušení, v roce 1850, vznikl nový soudní okres Manětín. V roce 1857 byla vystavěna silnice do Žlutic, současně byla projektována i železniční trať Plzeň – Žlutice – Karlovy Vary. V roce 1869 byla zahájena činnost sboru dobrovolných hasičů. V sedmdesátých letech 19. století pokračovala výstavba silnic do Nečtin, Dolní Bělé a do Kaznějova, později do Mladotic a do Rabštejna nad Střelou.

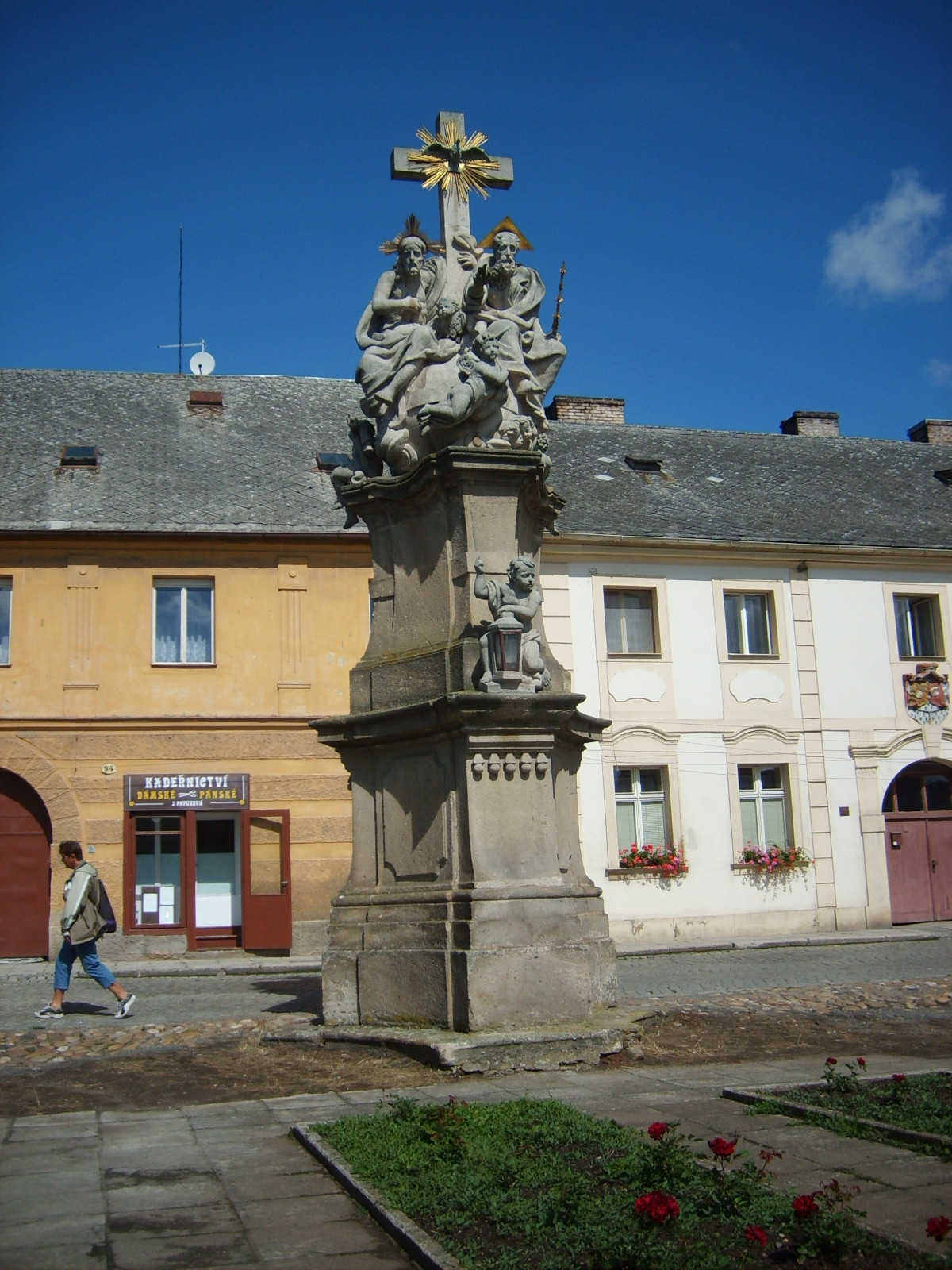
Jedna ze soch zdobících manětínské náměstí

Po vzniku samostatného Československa v roce 1918 vyvěsila většina občanů města české prapory, pouze na zámku visel černo-žlutý prapor, který byl následně místními Čechy odstraněn. Manětín ležel na česko-německé jazykové hranici a ze severu a západu byl obklopen německými sídly (Rabštejn nad Střelou, Nečtiny, Pšov, Bezvěrov). Při sčítání lidu 1921 bylo napočítáno 1 017 Čechů a 242 Němců, tj. podíl Čechů 80 %.
V roce 1923 definitivně padly plány na výstavbu lokální železniční tratě z Plzně do Manětína. Železniční zastávka s názvem Manětín sice vznikla na trati Plzeň–Žatec někdy ve třicátých letech dvacátého století, ale byla vzdálena 10 km a později označena novým názvem Mladotice zastávka. Dne 15. srpna 1924 byla zahájena pravidelná autobusová doprava mezi Plzní a Manětínem.
Po Mnichovské dohodě, 30. září 1938, bylo území ležící severně a západně od města (s výjimkou Újezda) připojeno k nacistickému Německu. Manětín byl 7. května 1945 osvobozen americkou armádou. Na místní policejní stanici se po osvobození přihlásil kolaborant Karel Čurda, který zde ke konci války pobýval. 
Místní zámek byl zkonfiskován rodu Lažanských, zestátněn a využíván jako kanceláře různých organizací. Odsun Němců Manětín nezasáhl tolik jako většinu okolních vesnic. Vysídlena byla pouze dřívější německojazyčná sídla v okolí, z nichž velká část se později stala administrativní součástí města Manětína – například Rabštejn nad Střelou, Stvolny nebo Zhořec.
Nástup komunismu po roce 1948 přinesl také správní reformu, kdy se Manětín postupně stal součástí okresu Plasy (od roku 1949) a Plzeň-sever (od roku 1960).
Teprve 22. srpna 1957 se v Manětíně podařilo ustavit jednotné zemědělské družstvo. V letech 1973–1974 byly ve svahu Chlumské hory vystavěny nové bytovky. Postupně se součástí města staly okolní obce, maximálního územního rozsahu (rozloha 96 km²) dosáhlo město v roce 1980. V roce 1988 převzalo zámek od Československých státních lesů a statků Muzeum a galerie severního Plzeňska a provedlo rozsáhlou rekonstrukci. Zámek je dnes ve správě Národního památkového ústavu a v roce 2001 byl prohlášen národní kulturní památkou. Historické jádro Manětína je od roku 1992 městskou památkovou zónou.
Manětínské barokní památky, přilehlé lesy, údolí Manětínského potoka a Střely a zajímavá sídla v okolí (zejména Rabštejn nad Střelou, Luková a Nečtiny) jsou lákadlem pro turisty. Ve městě je mateřská škola a úplná základní škola, pošta, zdravotní středisko, lékárna, obchody, informační centrum, policejní stanice, výjezdové stanoviště zdravotnické záchranné služby, kulturní dům, bankomat, benzinová čerpací stanice, koupaliště, víceúčelové hřiště a několik restaurací a penzionů.
Manětín je také oblíbenou lokací českých i zahraničních filmových štábů. Byly zde natáčeny například filmy Tichá myš, Cesta z města, Cesta do lesa, Zakleté pírko a Božena.

## Přírodní poměry

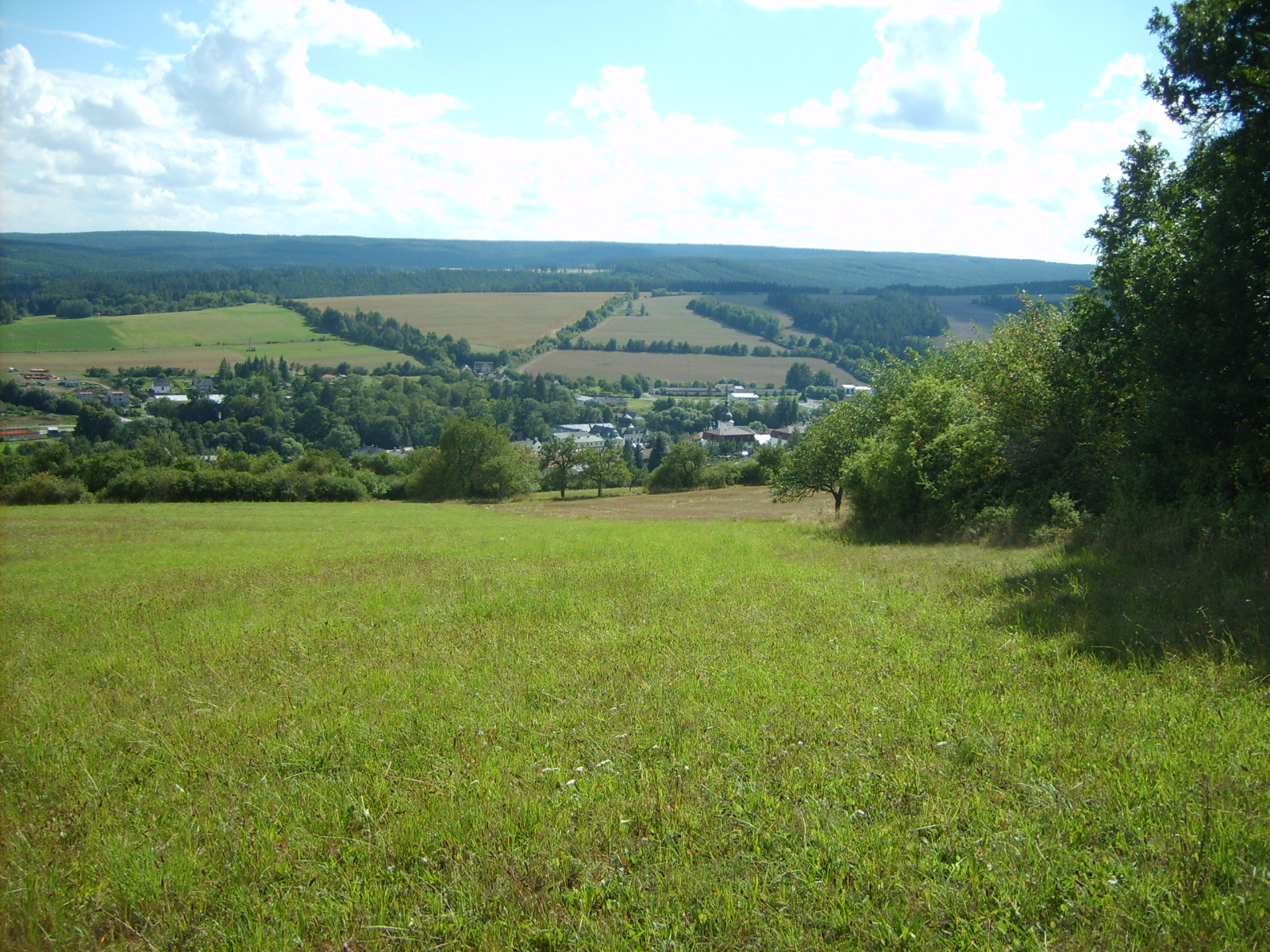
Výhled ze svahů Chlumské hory na Manětín a rozsáhlou lesní oblast severního Plzeňska

Na území města leží přírodní parky Manětínská a Horní Střela a přírodní rezervace Kozelka a Střela. Byly zde vyhlášeny památné stromy Nučická lípa a Libenovský dub.
V okolí města se vyskytují sekundární ložiska zlata vázaná na polohy slepenců tvořících čočky s mocností jeden až třicet metrů. Zlato s vysokou ryzostí a příměsí rtuti se v nich vyskytuje ve zlatinkách o hmotnosti přibližně jedné desetitisícíny gramu. Zlato se zde těžilo pravděpodobně už v pozdní době halštatské a celkové množství získaného zlata se odhaduje na desítky kilogramů. Stopy po těžba jsou patrné například v okolí potoka Kačina, Malého potoka a Manětínského potoka přibližně mezi Manětínem, Nečtinami a Mezím.
Severozápadně od města se nachází rozsáhlá Chlumská hora, na jejímž jihozápadním úbočí leží přírodní rezervace Chlum. Mimo chráněné území na hoře roste populace endemického jeřábu manětínského. Oblast přibližně mezi Manětínem, Bezvěrovem a Toužimí byla v roce 2014 vyhlášena jako Manětínská oblast tmavé oblohy.

## Obyvatelstvo
Při sčítání lidu v roce 1921 zde žilo 1 264 obyvatel (z toho 599 mužů), z nichž bylo 1 018 Čechoslováků, 239 Němců, tři Židé, dva příslušníci jiné národnosti a dva cizinci. Převažovala římskokatolická většina, ale 87 lidí bylo evangelíky, sedm židy, dva patřili k církvi československé, tři k nezjišťovaným církvím a 84 lidí bylo bez vyznání. Podle sčítání lidu z roku 1930 mělo město 1 171 obyvatel: 956 Čechoslováků, 206 Němců a devět cizinců. Většina se hlásila k římskokatolické církvi, ale ve městě žilo také 148 evangelíků, 27 členů církve československé, osm židů, jeden příslušník nezjišťovaných církví a 85 lidí bez vyznání.
| Město Manětín     | Město Manětín | Město Manětín | Město Manětín | Město Manětín | Město Manětín | Město Manětín | Město Manětín | Město Manětín | Město Manětín | Město Manětín | Město Manětín | Město Manětín | Město Manětín | Město Manětín | Město Manětín |
|                   | 1869          | 1880          | 1890          | 1900          | 1910          | 1921          | 1930          | 1950          | 1961          | 1970          | 1980          | 1991          | 2001          | 2011          | 2021          |
| ----------------- | ------------- | ------------- | ------------- | ------------- | ------------- | ------------- | ------------- | ------------- | ------------- | ------------- | ------------- | ------------- | ------------- | ------------- | ------------- |
| Obyvatelé         | 3 624         | 3 701         | 3 672         | 3 424         | 3 341         | 3 289         | 3 104         | 1 753         | 1767          | 1 542         | 1476          | 1 350         | 1 245         | 1 154         | 1 106         |
| Část obce Manětín |               |               |               |               |               |               |               |               |               |               |               |               |               |               |               |
| Obyvatelé         | 1 289         | 1 392         | 1 343         | 1 276         | 1 285         | 1 264         | 1 171         | 785           | 808           | 747           | 798           | 820           | 770           | 717           | 719           |
| Domy              | 182           | 192           | 194           | 200           | 210           | 212           | 231           | 234           | 251           | 188           | 190           | 240           | 246           | 253           | 267           |

## Městská správa a politika

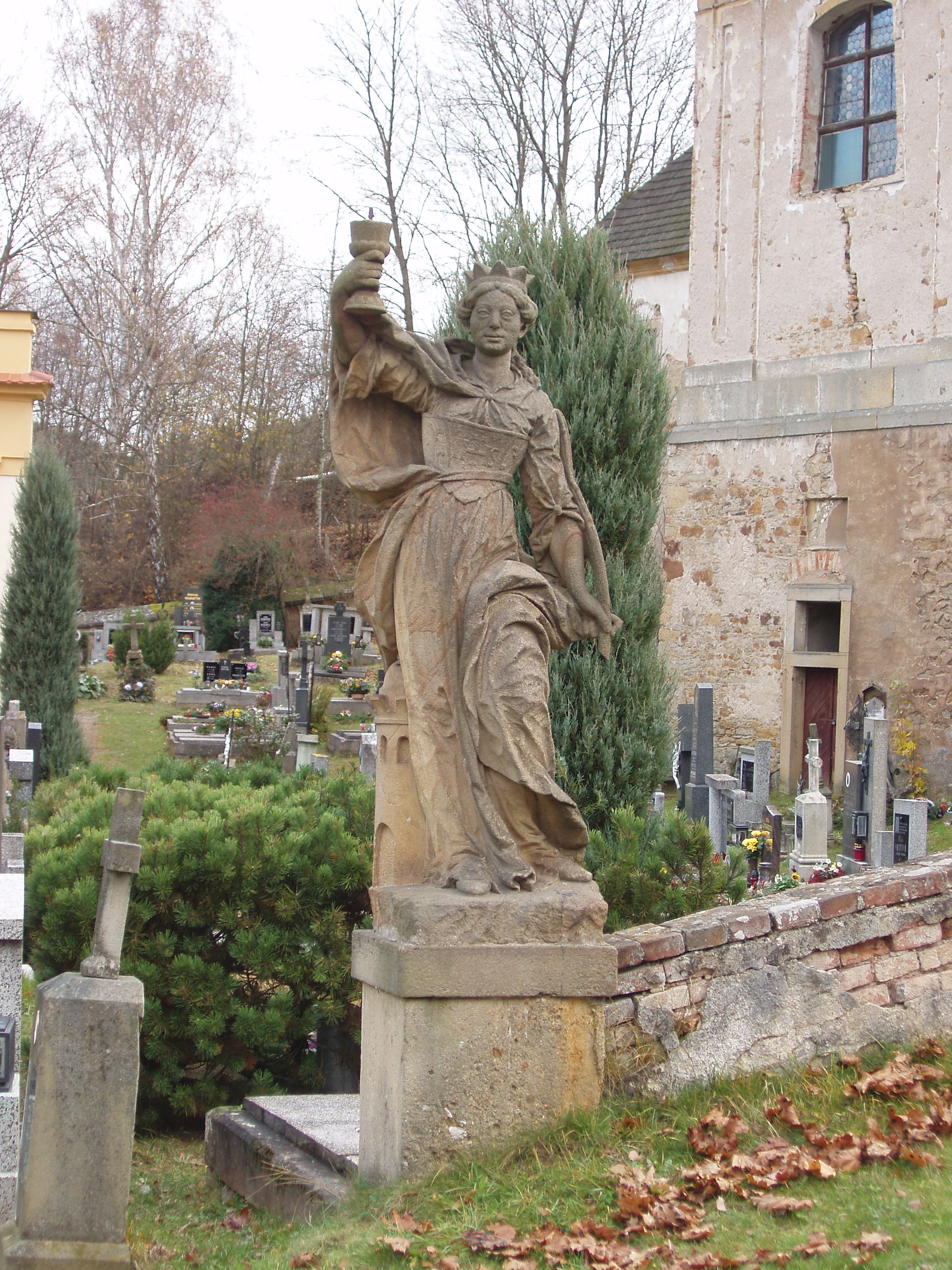
Socha svaté Barbory na hřbitově pod kostelem

### Části města
| Název části města    | Obyvatel (2021) | Vzdálenost (km) | Rok připojení |
| -------------------- | --------------- | --------------- | ------------- |
| Brdo                 | 18              | 3 SV            | 1961          |
| Česká Doubravice     | 10              | 5 JV            | 1961          |
| Hrádek               | 16              | 3 SV            | 1961          |
| Kotaneč              | 5               | 7 SV            | 1980          |
| Lipí                 | 11              | 4 J             | 1961          |
| Luková               | 7               | 7 SZ            | 1976          |
| Manětín              | 719             | –               | –             |
| Mezí                 | 49              | 6 SZ            | 1976          |
| Rabštejn nad Střelou | 25              | 9 SV            | 1980          |
| Radějov              | 0               | 7 J             | 2002          |
| Stvolny              | 95              | 5 S             | 1980          |
| Újezd                | 32              | 4 Z             | 1976          |
| Vladměřice           | 52              | 3 JV            | 1961          |
| Vysočany             | 16              | 9 SV            | 1961          |
| Zhořec               | 51              | 7 Z             | 1976          |

Od 1. ledna 1976 do 31. prosince 1991 k městu patřily i Křečov a Štichovice.

### Členství a spolupráce
Město Manětín je členem Manětínsko-nečtinského mikroregionu, mikroregionu Dolní Střela, Sdružení měst a obcí Plzeňského kraje, místní akční skupiny Vladař, Sdružení historických sídel Čech, Moravy a Slezska, Svazu měst a obcí České republiky, Spolku pro obnovu venkova a Sdružení místních samospráv České republiky. Město Manětín spolupracuje také s německou obcí Leuchtenberg.

### Zastupitelstvo
Ve volebních obdobích v letech 1990–2010 mělo městské zastupitelstvo patnáct členů. Od roku 2010 se počet členů zastupitelstva snížil na třináct.

### Starostové
- 1994–2010: Pavel Suk
- 2010–2022: Josef Gilbert Matuška
- od roku 2022: Kamil Hanus

### Městský znak a vlajka
Manětín je jako městečko poprvé připomínán ve 14. století, ale přesná doba přidělení znaku není známa. Znak je poprvé doložen znakovou pečetí. Pravá polovina štítu připomíná stříbrným maltézským křížem na červeném pozadí působení johanitů ve městě v letech 1169–1420. Jiří Čarek připouští, že znak mohl být nejdříve erbem vrchnosti, tj. johanitského velkopřevora Semovita, knížete těšínského, a po změně vrchnosti v roce 1420 se mohl erb změnit na znak města. Druhá, levá polovina má zlaté pozadí, které nese polovinu černé orlice s červenou zbrojí. Zvláštností je pohled orlice, který nemíří vlevo, vně znaku, ale naopak doprava k jeho středu.
Od 6. června 2017 má město také vlajku, jejíž podoba vychází z historického znaku města.

## Doprava

### Silniční
Územím města procházejí následující silnice II. a III. třídy:
- II/193 Silnice I/26 – Domažlice – Horšovský Týn – Stříbro – Úněšov – Nečtiny – Zhořec – Zbraslav – Žlutice
- II/201 Německo – Planá – Konstantinovy Lázně – Nečtiny – Manětín – Vladměřice – Mladotice – Kralovice – Křivoklát – Unhošť – Jeneč
- II/205 Silnice I/20 – Nekmíř – Loza – Hvozd – Vladměřice – Manětín – Stvolny – Močidlec – Žlutice – Silnice I/6
- II/206 Stvolny – Rabštejn nad Střelou – Nový Dvůr – Žihle – Žďár
- III/1934 Manětín – Pšov – Silnice II/193
- III/1939 Zhořec – Vlkošov – Bezvěrov
- III/19310 Silnice II/201 – Újezd – Mezí – Zhořec
- III/19311 Mezí – Luková
- III/19312 Mezí – Silnice II/193
- III/20143 Silnice II/201 – Česká Doubravice
- III/20144 Manětín – Silnice II/205
- III/20145 Silnice III/20144 – Lipí
- III/20146 Manětín – Brdo
- III/20512 Vladměřice – Hodoviz – Hvozd
- III/20513 Silnice II/205 – Hrádek
- III/20513a Stvolny – Kotaneč – Vysočany
- III/2266 Rabštejn nad Střelou – Jablonná – Chyše

### Veřejná
Město je v roce 2022 obsluhováno sedmi autobusovými linkami Integrované dopravy Plzeňského kraje:
- 322 Plzeň – Horní Bříza – Dolní Bělá – Manětín – Nečtiny (provoz v pracovních dnech, sobotu a neděli)
- 344 Plasy – Pláně – Manětín (provoz v pracovních dnech)
- 353 Manětín – Žlutice (provoz v pracovních dnech a neděli)
- 354 Kralovice – Mladotice – Manětín – Rabštejn nad Střelou (provoz v pracovních dnech)
- 355 Kralovice – Žihle – Rabštejn nad Střelou – Manětín (provoz na území města pouze v červenci v sobotu a neděli)
- 366 Manětín – Bezvěrov – Úterý – Bezdružice (provoz pouze v pracovních dnech)
- 367 Manětín – Nečtiny – Úněšov (provoz v pracovních dnech)

Dále na území města zajíždí v roce 2022 linka Pražské integrované dopravy 404 Praha – Rakovník – Kralovice – Manětín.  
Hlavním přestupním uzlem Integrované dopravy Plzeňského kraje je zastávka Manětín, náměstí, na celém území města leží dalších 14 zastávek. Město Manětín leží v tarifní zóně 027.

## Pamětihodnosti

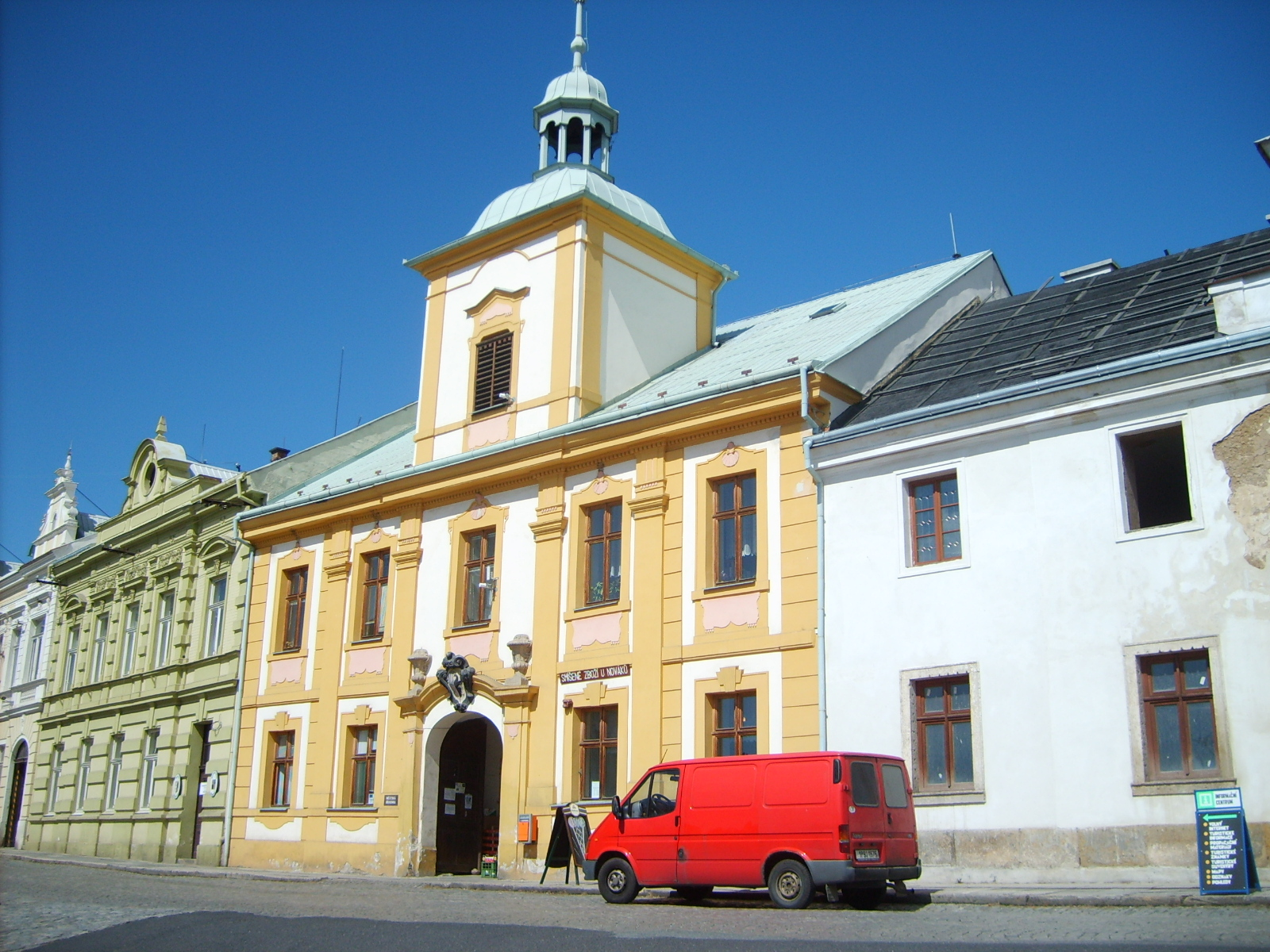
Budova knihovny a informačního centra na náměstí (dříve radnice)

Na území města leží tři památkové zóny (Manětín, Rabštejn nad Střelou a Radějov). Pro množství barokních památek a soch bývá Manětín označován jako barokní perla západních Čech.
- zámek Manětín
- soubor barokních soch
- poutní kostel svaté Barbory
- kostel svatého Jana Křtitele
- barokní domy na náměstí
- manětínská radnice
- most přes Manětínský potok

## Osobnosti
- Jeroným Brixi (1738–1803) – plaský cisterciák a varhaník
- Jan František Händl (1691–1751) – římskokatolický kněz a malíř
- Josef Herscher (1688–1756) – sochař a řezbář
- Karel Kupka (1905–1971) – malíř a krajinář
- Marie Gabriela Lažanská z Bukové (1691–1758) – šlechtična a mecenáška umění
- Jan Lažanský (1857–1932) – šlechtic, velkostatkář a politik
- Prokop Maxa (1883–1961) – politik a diplomat
- Stanislav Muž (1896–1955) – operní pěvec [29]
- Milan Pavlík (* 1930) – architekt a památkář
- Josef Antonín Plánický (1691–1732) – hudební skladatel
- Alois Sopr (1913–1993) – sochař a rytec
- Mauritius Vogt (1669–1730) – plaský cisterciák, hudebník a kartograf
- František Wonka (1900–1967) – římskokatolický kněz a manětínský děkan